# 12606 Apuleius
12606 Apuleius è un asteroide della fascia principale. Scoperto nel 1960, presenta un'orbita caratterizzata da un semiasse maggiore pari a 2,4628649 UA e da un'eccentricità di 0,2641807, inclinata di 5,84486° rispetto all'eclittica.
L'asteroide è dedicato ad Apuleio, oratore e scrittore dell'Antica Roma.